# Сборная Сенегала по футболу (до 17 лет)
Сборная Сенегала по футболу до 17 лет (фр. Équipe du Sénégal des moins de 17 ans de football) — национальная футбольная команда, представляющая Сенегал в юношеских международных турнирах. В неё вызываются футболисты, не достигшие 17 лет. Сборная контролируется Сенегальской федерацией футбола.

## История
В 2011 году сборная впервые приняла участие в финальном турнире юношеского КАН. Тогда сенегальцы заняли третье место в группе. Спустя 8 лет, в 2019 году ситуация повторилась.
В мае 2019 года сборная впервые получила путёвку на чемпионат мира. Сенегал заменил Гвинею, которая была дисквалифицирована.

### Статистика выступлений на КАН (до 17 лет)
| Кубок африканских наций (юноши до 17 лет) | Кубок африканских наций (юноши до 17 лет) | Кубок африканских наций (юноши до 17 лет) | Кубок африканских наций (юноши до 17 лет) | Кубок африканских наций (юноши до 17 лет) | Кубок африканских наций (юноши до 17 лет) | Кубок африканских наций (юноши до 17 лет) | Кубок африканских наций (юноши до 17 лет) |
| Турнир                                    | Стадия                                    | В                                         | Н                                         | П                                         | P                                         | ГЗ                                        | ГП                                        |
| ----------------------------------------- | ----------------------------------------- | ----------------------------------------- | ----------------------------------------- | ----------------------------------------- | ----------------------------------------- | ----------------------------------------- | ----------------------------------------- |
| 1995                                      | Снялась                                   | Снялась                                   | Снялась                                   | Снялась                                   | Снялась                                   | Снялась                                   | Снялась                                   |
| 1997                                      | Не участвовала                            | Не участвовала                            | Не участвовала                            | Не участвовала                            | Не участвовала                            | Не участвовала                            | Не участвовала                            |
| 1999                                      | Не квалифицировалась                      | Не квалифицировалась                      | Не квалифицировалась                      | Не квалифицировалась                      | Не квалифицировалась                      | Не квалифицировалась                      | Не квалифицировалась                      |
| 2001                                      | Не квалифицировалась                      | Не квалифицировалась                      | Не квалифицировалась                      | Не квалифицировалась                      | Не квалифицировалась                      | Не квалифицировалась                      | Не квалифицировалась                      |
| 2003                                      | Не квалифицировалась                      | Не квалифицировалась                      | Не квалифицировалась                      | Не квалифицировалась                      | Не квалифицировалась                      | Не квалифицировалась                      | Не квалифицировалась                      |
| 2005                                      | Не квалифицировалась                      | Не квалифицировалась                      | Не квалифицировалась                      | Не квалифицировалась                      | Не квалифицировалась                      | Не квалифицировалась                      | Не квалифицировалась                      |
| 2007                                      | Не квалифицировалась                      | Не квалифицировалась                      | Не квалифицировалась                      | Не квалифицировалась                      | Не квалифицировалась                      | Не квалифицировалась                      | Не квалифицировалась                      |
| 2009                                      | Снялась                                   | Снялась                                   | Снялась                                   | Снялась                                   | Снялась                                   | Снялась                                   | Снялась                                   |
| 2011                                      | Групповой этап                            | 3                                         | 1                                         | 0                                         | 2                                         | 4                                         | 5                                         |
| 2013                                      | Не квалифицировалась                      | Не квалифицировалась                      | Не квалифицировалась                      | Не квалифицировалась                      | Не квалифицировалась                      | Не квалифицировалась                      | Не квалифицировалась                      |
| 2015                                      | Не квалифицировалась                      | Не квалифицировалась                      | Не квалифицировалась                      | Не квалифицировалась                      | Не квалифицировалась                      | Не квалифицировалась                      | Не квалифицировалась                      |
| 2017                                      | Не квалифицировалась                      | Не квалифицировалась                      | Не квалифицировалась                      | Не квалифицировалась                      | Не квалифицировалась                      | Не квалифицировалась                      | Не квалифицировалась                      |
| 2019                                      | Групповой этап                            | 3                                         | 0                                         | 2                                         | 1                                         | 2                                         | 3                                         |
| Всего                                     | 2/13                                      | 6                                         | 1                                         | 2                                         | 3                                         | 6                                         | 8                                         |

## Статистика выступлений начемпионатах мира
| Год   | Раунд                  | Итог                   | И                      | В                      | Н                      | П                      | МЗ                     | МП                     |
| ----- | ---------------------- | ---------------------- | ---------------------- | ---------------------- | ---------------------- | ---------------------- | ---------------------- | ---------------------- |
| 1985  | Не прошла квалификацию | Не прошла квалификацию | Не прошла квалификацию | Не прошла квалификацию | Не прошла квалификацию | Не прошла квалификацию | Не прошла квалификацию | Не прошла квалификацию |
| 1987  | Не прошла квалификацию | Не прошла квалификацию | Не прошла квалификацию | Не прошла квалификацию | Не прошла квалификацию | Не прошла квалификацию | Не прошла квалификацию | Не прошла квалификацию |
| 1989  | Не прошла квалификацию | Не прошла квалификацию | Не прошла квалификацию | Не прошла квалификацию | Не прошла квалификацию | Не прошла квалификацию | Не прошла квалификацию | Не прошла квалификацию |
| 1991  | Не прошла квалификацию | Не прошла квалификацию | Не прошла квалификацию | Не прошла квалификацию | Не прошла квалификацию | Не прошла квалификацию | Не прошла квалификацию | Не прошла квалификацию |
| 1993  | Не прошла квалификацию | Не прошла квалификацию | Не прошла квалификацию | Не прошла квалификацию | Не прошла квалификацию | Не прошла квалификацию | Не прошла квалификацию | Не прошла квалификацию |
| 1995  | Не прошла квалификацию | Не прошла квалификацию | Не прошла квалификацию | Не прошла квалификацию | Не прошла квалификацию | Не прошла квалификацию | Не прошла квалификацию | Не прошла квалификацию |
| 1997  | Не прошла квалификацию | Не прошла квалификацию | Не прошла квалификацию | Не прошла квалификацию | Не прошла квалификацию | Не прошла квалификацию | Не прошла квалификацию | Не прошла квалификацию |
| 1999  | Не прошла квалификацию | Не прошла квалификацию | Не прошла квалификацию | Не прошла квалификацию | Не прошла квалификацию | Не прошла квалификацию | Не прошла квалификацию | Не прошла квалификацию |
| 2001  | Не прошла квалификацию | Не прошла квалификацию | Не прошла квалификацию | Не прошла квалификацию | Не прошла квалификацию | Не прошла квалификацию | Не прошла квалификацию | Не прошла квалификацию |
| 2003  | Не прошла квалификацию | Не прошла квалификацию | Не прошла квалификацию | Не прошла квалификацию | Не прошла квалификацию | Не прошла квалификацию | Не прошла квалификацию | Не прошла квалификацию |
| 2005  | Не прошла квалификацию | Не прошла квалификацию | Не прошла квалификацию | Не прошла квалификацию | Не прошла квалификацию | Не прошла квалификацию | Не прошла квалификацию | Не прошла квалификацию |
| 2007  | Не прошла квалификацию | Не прошла квалификацию | Не прошла квалификацию | Не прошла квалификацию | Не прошла квалификацию | Не прошла квалификацию | Не прошла квалификацию | Не прошла квалификацию |
| 2009  | Не прошла квалификацию | Не прошла квалификацию | Не прошла квалификацию | Не прошла квалификацию | Не прошла квалификацию | Не прошла квалификацию | Не прошла квалификацию | Не прошла квалификацию |
| 2011  | Не прошла квалификацию | Не прошла квалификацию | Не прошла квалификацию | Не прошла квалификацию | Не прошла квалификацию | Не прошла квалификацию | Не прошла квалификацию | Не прошла квалификацию |
| 2013  | Не прошла квалификацию | Не прошла квалификацию | Не прошла квалификацию | Не прошла квалификацию | Не прошла квалификацию | Не прошла квалификацию | Не прошла квалификацию | Не прошла квалификацию |
| 2015  | Не прошла квалификацию | Не прошла квалификацию | Не прошла квалификацию | Не прошла квалификацию | Не прошла квалификацию | Не прошла квалификацию | Не прошла квалификацию | Не прошла квалификацию |
| 2017  | Не прошла квалификацию | Не прошла квалификацию | Не прошла квалификацию | Не прошла квалификацию | Не прошла квалификацию | Не прошла квалификацию | Не прошла квалификацию | Не прошла квалификацию |
| 2019  | 1/16 финала            | 14-е                   | 4                      | 2                      | 0                      | 2                      | 8                      | 5                      |
| Итого | 1/17                   | 0                      | 0                      | 0                      | 0                      | 0                      | 0                      | 0                      |